# Only Death Can Save You
Only Death Can Save You är det maltesiska brutal death metal-bandet Beheadeds sjätte studioalbum, utgivet i juni 2019 på Agonia Records. Albumet gavs även ut på vinyl.
Två singlar föregick skivan: "A Greater Terror" och "The Charlatan's Enunciation".
Only Death Can Save You är bandets sista album med gitarristen Omar Grech.

## Låtlista
1. "The Charlatan's Enunciation" – 4:26
2. "Evil Be to Him Who Evil Seeks" – 4:30
3. "A Greater Terror" – 4:24
4. "Unholy Man" – 4:30
5. "Embrace Your Messiah" – 5:17
6. "The Papist Devil" – 4:03
7. "Gallows Walk" (instrumental) – 2:41
8. "Only Death Can Save You" – 4:03
9. "From the Fire Where It All Began" – 4:16

## Medverkande
Musiker
- Frank Calleja – sång
- Omar Grech – gitarr
- Simone Brigo – gitarr
- David Cachia – basgitarr
- Davide Billia – trummor

Produktion
- Davide Billia – producent, inspelningstekniker, mixning, design, layout
- Daniel Corcuera – omslagskonst